# L'Enchainé du Pas-de-Calais

L'Enchainé du Pas-de-Calais est un journal départemental du Parti communiste français, créé dans les années 1920 qui a joué un rôle important au moment du Front populaire puis au début de la Seconde Guerre mondiale, quand la résistance communiste a pris de l'ampleur dans le département du Pas-de-Calais, notamment lors de la Grève des mineurs du Nord-Pas-de-Calais (1941).

## Histoire

### Fondation dans les années 1920
L'Enchainé du Pas-de-Calais est une édition départemental du quotidien régional du PCF L'Enchaîné du Nord et du Pas-de-Calais, créé dans les années 1920, d'abord imprimé par le journal d’inspiration socialiste Le Réveil du Nord, avant d'avoir sa propre imprimerie, puis de s'interrompre et de reparaître de manière après le Front populaire et de jouer un rôle important au début de la Seconde Guerre mondiale, quand la résistance communiste prend de l'ampleur dans le département du Pas-de-Calais.

### Création d'une formule distincte en janvier 1937
Le 8 janvier 1937, l'édition du Pas-de-Calais du L'Enchaîné du Nord et du Pas-de-Calais paraît séparément. 
Son tirage a ensuite augmenté dès 1939. Le responsable communiste Auguste Lecœur, figure des brigades internationales,  y écrivait des articles pour l'union à gauche se heurtant à l'anticommunisme du leader SFIO André Pantigny, exprimé dans la Voix Populaire .

### Deuxième Guerre mondiale
Le gouvernement Daladier interdit la presse communiste dès le 26 août 1940 puis dissout le Parti communiste le 26 septembre 1939 contre l'avis de Léon Blum, ce qui en fait un parti clandestin, divisé et désorienté pendant la drôle de guerre, une partie de la direction nationale se réfugiant à Bruxelles, où Martha Desrumeaux est chargée de ramener du matériel de propagande vers Lille et le bassin minier du Nord-Pas-de-Calais. Revenue à Lille, elle négocie la reparution légale du journal dans l'autre département, L'Enchaîné du Nord. Les numéros publiés au tout début de l’occupation allemande dans ce département, par un journal distinct, sont sans dimension anti-allemande accentuée. 
Dans le Pas-de-Calais, la famille Camphin s'étonne qu'on lui demande de faire reparaitre publiquement,, leur journal clandestin, L'Enchaîné du Pas-de-Calais.

### Patriotisme
Les articles de René Camphin («Défendons la terre française !») avaient pris « une forte coloration patriotique et jacobine » malgré le pacte germano-soviétique. Dès avril 1941, les articles d'Auguste Lecœur y appelaient à faire du 1er mai une « journée de lutte contre le double joug de la domination capitaliste et étrangère ». Ce journal clandestin sera le plus offensif dans la grève, alors que l'Enchaîné du Nord, édition de l'autre département, a un ton moins patriotique.
Cependant, de juillet à octobre 1940, les articles de L’Enchaîné, dans l'autre département, le Nord, ne comportent « pas un mot sur les Allemands, selon les historiens Étienne Dejonghe et Yves Le Maner. Puis à l'automne 1940, la lutte contre l'occupant allemand y devient plus manifeste.
Cette différence revient durant toute la période de la grève des mineurs du Nord-Pas-de-Calais (1941), le dirigeant de la grève Auguste Lecœur affiche une certaine indépendance par rapport à la direction parisienne du PCF, en particulier dans les articles qu'il rédige pour L'Enchaîné du Pas-de-Calais, où il associe toujours la lutte contre les Compagnies minières, Vichy et les « collabos » à un refus de l'occupant, alors que l'équivalent dans l'autre département L'Enchaîné du Nord, a un ton moins patriotique. Dès avril, le journal appelait à faire du 1er mai une « journée de lutte contre le double joug de la domination capitaliste et étrangère ».

## Reprise parLiberté
Ce titre est le prédécesseur historique du quotidien régional communiste Liberté (1944-1992), qui deviendra lui même au XXIe siècle Liberté Hebdo . Le quotidien communiste Liberté naît un an avant la Libération et a jusqu’à dix-huit éditions locales dans les années 1960. Le premier rédacteur en chef est l'écrivain et député communiste André Pierrard, leader de la résistance en Thiérache puis chargé d'implanter le PCF sur le littoral dunkerquois en pleine reconstruction.